# Сузни живац
Сузни живац (лат. nervus lacrimalis) је најтања завршна грана офталмичног нерва. Он се пружа од горње орбиталне пукотине упоље и унапред испод крова очне дупље и одлази до сузне жлезде. На том путу живац се дели, а његове завршне гранчице се завршавају у жлезди и горњем очном капку. Осим тога, иза жлезде сузни живац даје тзв. спојничну грану са јабучним живцем (лат. ramus communicans cum nervi zygomatico), преко које у жлезду долазе парасимпатичка нерва влакна из фацијалног нерва.
Основна улога сузног живца је инервација сузне жлезде, вежњаче ока и горњег очног капка.